# Greg Rusedski
Greg Rusedski (6 de setembro de 1973, Montréal) é um ex-tenista britânico, que permaneceu bem colocado na classificação ATP na década de 1990. Tornou-se profissional em 1991 e aposentou-se em 7 de abril de 2007, com 33 anos.
Possui o recorde de mais curto jogo de ATP realizado: derrotou Carsten Arriens em 29 minutos, por duplo 6/0 em Sydney, em 1996.

## Major finais

### Grand Slam finais

#### Simples: 1 (0–1)
| Resultado | Ano  | Campeonato | Piso | Oponente       | Placar             |
| --------- | ---- | ---------- | ---- | -------------- | ------------------ |
| Vice      | 1997 | US Open    | Duro | Patrick Rafter | 3–6, 2–6, 6–4, 5–7 |

### Masters Series finais

#### Simples: 2 (1–1)
| Resultado | Ano  | Campeonato   | Piso    | Oponente     | Placar                         |
| --------- | ---- | ------------ | ------- | ------------ | ------------------------------ |
| Vice      | 1998 | Indian Wells | Duro    | Marcelo Ríos | 3–6, 7–6(17–15), 6–7(4–7), 4–6 |
| Campeão   | 1998 | Paris        | Carpete | Pete Sampras | 6–4, 7–6(7–4), 6–3             |

## Títulos no circuito ATP (18)

### Simples (15)
| N°  | Data           | Torneio                            | Superfície  | Adversário na final | Resultado               |
| 1.  | Julho 1993     | Newport, EUA                       | Grama       | Javier Frana        | 7–5, 6–7, 7–6           |
| 2.  | Abril 1995     | Seul, Coreia do Sul                | Dura        | Lars Rehmann        | 6–4, 3–1                |
| 3.  | Outubro 1996   | Pequim, República Popular da China | Dura        | Martin Damm         | 7–6, 6–4                |
| 4.  | Junho 1997     | Nottingham, Reino Unido            | Grama       | Karol Kučera        | 6–4, 7–5                |
| 5.  | Outubro 1997   | Basel, Suíça                       | Carpete     | Mark Philippoussis  | 6–3, 7–6, 7–6           |
| 6.  | Fevereiro 1998 | Antuérpia, Bélgica                 | Dura        | Marc Rosset         | 7–6, 3–6, 6–1, 6–4      |
| 7.  | Outubro 1998   | Paris, França                      | Carpete (I) | Pete Sampras        | 6–4, 7–6, 6–3           |
| 8.  | Setembro 1999  | Grand Slam Cup, Alemanha           | Carpete     | Tommy Haas          | 6–3, 6–4, 6–7, 7–6      |
| 9.  | Outubro 1999   | Viena, Áustria                     | Carpete     | Nicolas Kiefer      | 6–7, 2–6, 6–3, 7–5, 6–4 |
| 10. | Fevereiro 2001 | San José, EUA                      | Dura        | Andre Agassi        | 6–3, 6–4                |
| 11. | Janeiro 2002   | Auckland, Nova Zelândia            | Dura        | Jérôme Golmard      | 6–7, 6–4, 7–5           |
| 12. | Agosto 2002    | Indianápolis, EUA                  | Dura        | Felix Mantilla      | 6–7, 6–4, 6–4           |
| 13. | Junho 2003     | Nottingham, Reino Unido            | Grama       | Mardy Fish          | 6–3, 6–2                |
| 14  | Julho 2004     | Newport, EUA                       | Grama       | Alexander Popp      | 7–6, 7–6                |
| 15. | Julho 2005     | Newport, EUA                       | Grama       | Vincent Spadea      | 7–6, 2–6, 6–4           |

### Duplas (2)
| N° | Data | Torneio                  | Superfície | Parceiro            | Adversários na final            | Resultado |
| 1. | 1996 | Bournemouth, Reino Unido | Dura       | Marc-Kevin Goellner | Rodolphe Gilbert e Nuno Marques | 6–3 7–6   |
| 2. | 1999 | Londres, Reino Unido     | Carpete    | Tim Henman          | Byron Black e Wayne Ferreira    | 6–3 7–6   |